# Carl Hauß
Carl Hauß (* 25. Januar 1855 in Löbejün, Provinz Sachsen; † 30. Mai 1942 in Berlin) war ein deutscher Verwaltungsjurist.

## Leben
Hauß studierte an der Universität Jena und der Ludwig-Maximilians-Universität München Rechtswissenschaft. Er war Mitglied des Corps Thuringia Jena (1875) und des Corps Suevia München (1877). Nach der Referendarausbildung und der  Promotion zum Dr. iur. trat er 1883 als rechtlicher Hilfsarbeiter in das Kaiserliche Patentamt. 1896 wechselte er zur Aufsichtsbehörde für Patentsachen im Reichsinnenministerium. 1902 wurde er Präsident des Patentamts. Am 18. November 1905 übernahm er das neue Gebäude des Reichspatentamts in Berlin-Kreuzberg. Hauss pries die Verschwiegenheit und Unzugänglichkeit seiner Mitarbeiter. Mit der Charakterisierung als Wirklicher Geheimer Rat erhielt er den Titel  Exzellenz.